# Mercury-Redstone

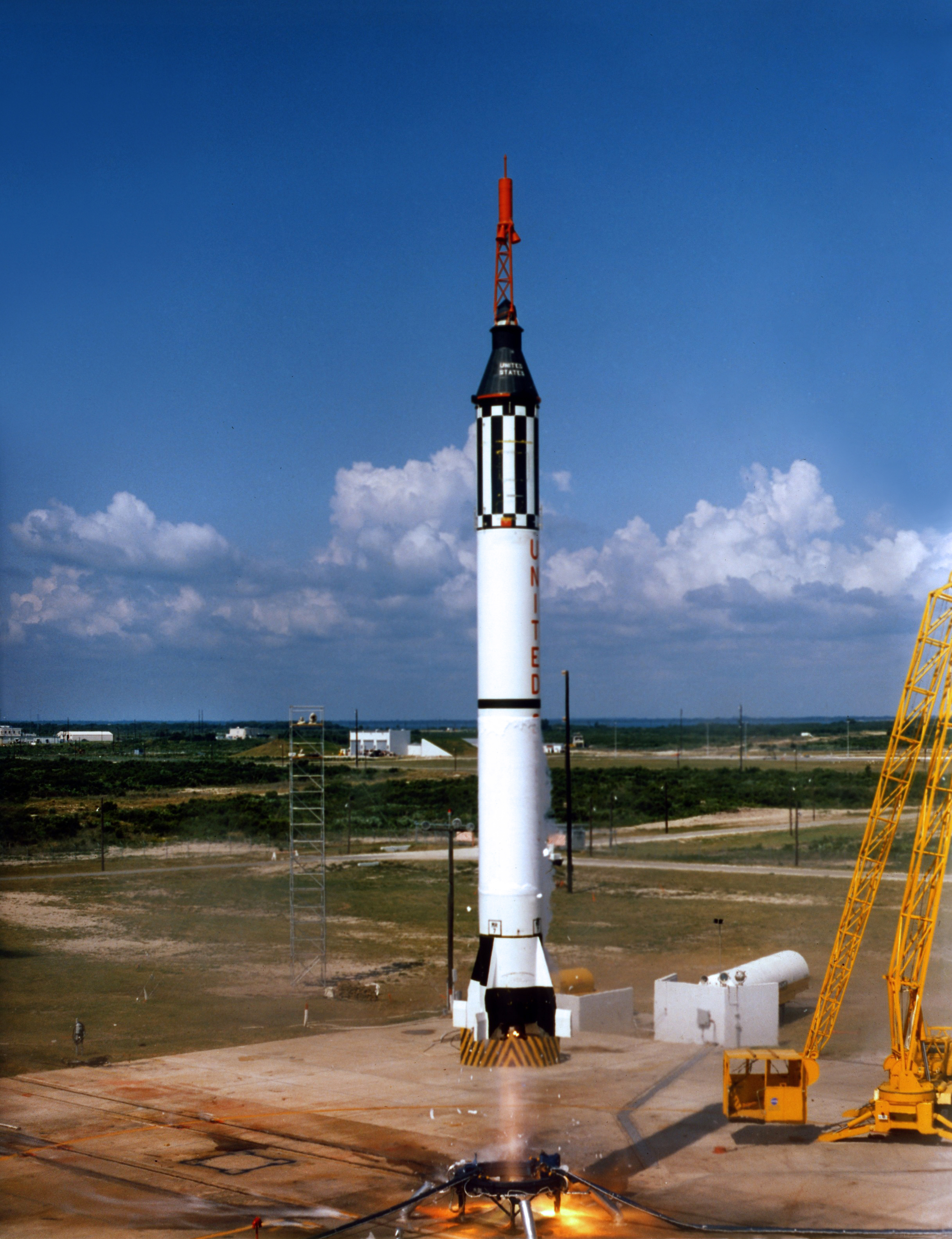
Lanzamiento del Mercury Redstone 3

El cohete Redstone es una versión modificada del misil Redstone (también conocido como Redstone Táctico) utilizado por el ejército estadounidense. Este cohete fue utilizado durante los primeros vuelos suborbitales del proyecto Mercury en los primeros años de la década de 1960. Actualmente puede verse uno de estos cohetes en la Puerta 3 del Centro Espacial Kennedy.

## Misión Mercury-Redstone 1

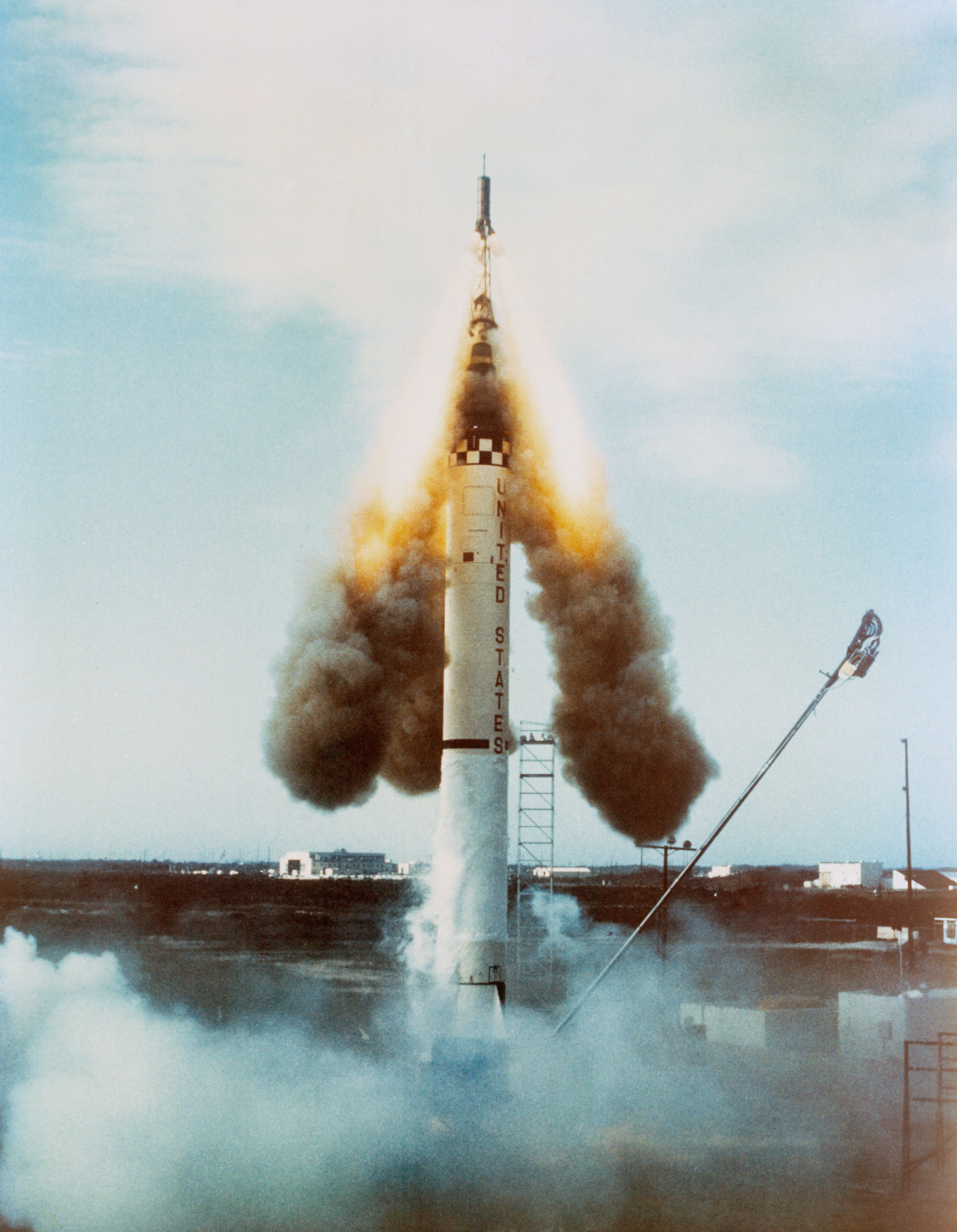

El Mercury-Redstone 1 (MR-1) fue lanzado el 21 de noviembre de 1960, desde el Complejo de Lanzamiento 5 en Cabo Cañaveral. Florida. Su objetivo era realizar un vuelo suborbital no tripulado para comprobar la respuesta del cohete y la nave Mercury, siendo el primer lanzamiento de este proyecto.
El motor del Redstone se apagó un segundo después del despegue, provocando el fallo de lanzamiento. No llegó a elevarse más allá de los 100 mm. El sistema detectó el fallo en el despegue y disparó los cohetes de escape, mientras que la cápsula Mercury era liberada debido a que el apagado del motor principal fue detectado por el sistema como la fase de separación. Como resultado la cápsula Mercury cayó detrás de los cohetes de escape, que se elevaron 1200 m, cayendo a una distancia de 365 metros.
El cohete quedó destruido y fue imposible reutilizarlo. Los técnicos tuvieron que esperar hasta la mañana siguiente debido al peligro potencial que daban las baterías, aun cargadas, y su posible contacto con el combustible.

## Misión Mercury-Redstone 1A
El Mercury-Redstone 1A (MR-1A) fue lanzado el 19 de diciembre de 1960, desde el Complejo de Lanzamiento 5 (LC-5) en Cabo Cañaveral, Florida. El objetivo de este vuelo suborbital no tripulado fue realizar los test necesarios para poder considerar a esta nave apta para los vuelos espaciales y estudiar la validez de los sistemas para la misión siguiente, un vuelo suborbital tripulado por un simio. La nave testeo su instrumentación, sistema de cohetes y sistemas de recuperación. La nave Mercury alcanzó su apogeo a los 210 km y alcanzó una distancia de 397 km. El vehículo de lanzamiento alcanzó una velocidad ligeramente más alta de la esperada (8.296 km/h). La nave Mercury fue recuperada en el Océano Atlántico mediante helicópteros 15 minutos después del amerizaje.

## Misión Mercury-Redstone 2
El Mercury-Redstone 2 (MR-2) fue lanzado a las 16:55 UTC del 31 de enero de 1961 desde el LC-5 de Cabo Cañaveral (Florida). La nave Mercury #5 transportaba a Ham el Chimpancé como pasajero en un vuelo espacial suborbital. La nave #5 contenía seis nuevos sistemas que no habían estado presentes en los vuelos previos: control medioambiental, sistemas de control de estabilización de posición, sistemas de comunicación, sistemas para retrocohetes, sistemas de cancelación, y un colchón de aterrizaje neumático.

## Misión Mercury-Redstone BD
El Mercury Redstone BD (MR-BD) fue un vuelo no tripulado en el que se pretendía testear el Desarrollo de Impulso (BD) durante el programa Mercury. Fue lanzado el 24 de marzo de 1961 desde el Complejo de Lanzamiento 5 de Cabo Cañaveral (Florida).
Después de los problemas que se desarrollaron durante la misión MR-2 en la que se transportaba al chimpancé Ham, se hizo evidente que el cohete Redstone necesitaba nuevos ajustes antes de que pudiera transportar a un pasajero humano.
El Dr. Wernher von Braun añadió esta misión (MR-BD) al plan de lanzamientos entre la MR-2 y la misión MR-3.

## Misión Mercury-Redstone 3 (Freedom 7)
El Mercury Redstone 3 (Freedom 7) fue una misión tripulada dentro del programa Mercury. Su lanzamiento se produjo el 5 de mayo de 1961 usando un cohete Redstone, desde el Complejo de Lanzamiento 5 de Cabo Cañaveral (Florida). La cápsula Mercury fue llamada Freedom 7 y realizó un vuelo suborbital pilotada por el astronauta Alan B. Shephard, el primer estadounidense en el espacio. Shepard fue el primer astronauta en retornar a la tierra a bordo de su nave ya que los cosmonautas rusos debían abandonar sus naves en paracaídas antes del aterrizaje.
Nikita Jrushchov criticó a la Freedom 7 diciendo que no era más que un "salto de pulga" comparado con el reciente vuelo de la Vostok 1 y su pasajero, Yuri Gagarin.

## Misión Mercury-Redstone 4 (Liberty Bell 7)
El Mercury-Redstone 4 (MR-4) fue una misión tripulada del programa Mercury, lanzada el 21 de julio de 1961 usando un cohete Redstone. La cápsula fue llamada Liberty Bell 7 y desarrolló un vuelo suborbital pilotada por el astronauta Virgil I. "Gus" Grissom . Alcanzó una altitud de 190 km y viajó durante 480 km. El Redstone fue un MRLV-8 y la cápsula una nave Mercury #11, la primera en tener una ventana central en lugar de dos claraboyas.

## Eventos Típicos y Plan de Vuelo en una Misión Mercury-Redstone
| T+ Tiempo  | Evento                                     | Descripción |
| ---------- | ------------------------------------------ | --- |
| T+00:00:00 | Despegue                                   | Mercury-Redstone Despega, inicio del reloj de a bordo. |
| T+00:00:16 | Programa de cabeceo                        | Redstone cabecea a 2 grados/segundo desde 90 grados a 45 grados. |
| T+00:00:40 | fin Programa Cabeceo                       | Redstone Alcanza 45 grados de inclinación. |
| T+00:01:24 | Max Q                                      | Máxima Presión Dinámica ~575 lb/ft² (28 kPa). |
| T+00:02:20 | BECO                                       | Redstone Apaga Motores - Apagado de Motores de Impulso. Velocidad 2,3 km/s |
| T+00:02:22 | Eyección de Torreta                        | Eyección Torreta de Escape, ya no se necesita. |
| T+00:02:24 | Separación de Cápsula                      | Cohetes de posicionamiento se disparan durante 1 s dando 4,6 m/s de separación. |
| T+00:02:35 | Maniobras de Giro                          | El Sistema de Cápsula (ASCS) rota la cápsula 180 grados, para poner los escudos térmicos en posición. El morro se inclina 34 grados hacia abajo hasta la posición de retro ignición. |
| T+00:05:00 | Apogeo                                     | Apogeo de 185 km alcanzado a 240 km desde el lugar de lanzamiento. |
| T+00:05:15 | Retroignición                              | Tres retrocohetes se disparan durante 10 segundos cada uno. Se disparan a intervalos de 5 s                                                                                          |
| T+00:05:45 | Retracción de Periscopio                   | El periscopio se retrae automáticamente para reentrada. |
| T+00:06:15 | Eyección Retro Pack                        | Un minuto después de la retroignición el retro pack es eyectado, dejando los escudos térmicos despejados.                                                                            |
| T+00:06:20 | Maniobras de Retro Posición                | El ASCS orienta el morro de la cápsula 34 grados abajo, 0 grados balanceo, 0 grados viraje.                                                                                          |
| T+00:07:15 | Maniobra.05 G                              | El ASCS detecta inicio de reentrada y balancea la cápsula en 10 grados para estabilizar la cápsula durante la reentrada.                                                             |
| T+00:09:38 | Despliegue de Paracaídas                   | El primer paracaídas es desplegado a 6,7 km ralentizando el descenso a 111 m/s y estabilizando la cápsula                                                                            |
| T+00:09:45 | Despliegue de Snorkel                      | El snorquel de aire puro se despliega a 6 km. ECS cambia a nivel de oxígeno de emergencia para enfriar la cabina.                                                                    |
| T+00:10:15 | Despliegue del Paracaídas Principal        | El paracaídas principal se despliega a 3 km. La velocidad de descenso baja a 9 m/s                                                                                                   |
| T+00:10:20 | Despliegue de Colchón de Aterrizaje        | El colchón de Aterrizaje se despliega, lanzando los escudos térmicos abajo a 1,2 m                                                                                                   |
| T+00:10:20 | Expulsión de Combustible                   | El combustible restante es expulsado. |
| T+00:15:30 | Amerizaje                                  | La cápsula ameriza a 500 km del lugar de lanzamiento. |
| T+00:15:30 | Liberación de Sistemas de Ayuda de rescate | Los paquetes de ayuda de rescate son liberados. |